# Giovanni Appiani
Giovanni Giacomo Raffaele Appiani (Torino, 28 agosto 1865 – Apuania, 16 novembre 1944) è stato un magistrato e politico italiano.
Laureato a Torino entra in magistratura nel 1887. È stato vice-pretore ad Alessandria e Roma, pretore a Roma, Pandino, Sutri, Vetralla, giudice a Padova, Massa Carrara, Massaua (Eritrea), consigliere di corte d'appello a Catanzaro e Brescia, presidente di sezione e procuratore generale della corte d'appello di Roma.